# Aliaxandra Piatrova
Aliaxandra Piatrova (en bielorruso: Аляксандра Пятрова; 5 de junio de 2005) es una deportista bielorrusa que compite en tiro, en la modalidad de pistola. Ganó una medalla de  en el Campeonato Europeo de Tiro de 2024, en la prueba de pistola 25 m.

## Palmarés internacional
| Campeonato Europeo | Campeonato Europeo | Campeonato Europeo | Campeonato Europeo |
| Año                | Lugar              | Medalla            | Prueba             |
| ------------------ | ------------------ | ------------------ | ------------------ |
| 2024               | Osijek (Croacia)   | Medalla de bronce  | Pistola 25 m       |